# Сравнение нацизма и сталинизма
Существует широкий консенсус среди историков, политологов и учёных о том, что в XX веке две из наиболее влиятельных и разрушительных идеологий — нацизм и сталинизм, — оказали глубокое воздействие на мировую историю, оставив след на судьбах людей по всему миру. Вопрос о сходствах и различиях между идеологиями нацизма и сталинизма рассматривается исследователями, которые анализируют политические системы, отношения между двумя режимами, а также причины, по которым оба режима пришли к известности одновременно. Нацизм и сталинизм сравнивали по тоталитаризму, идеологии и культу личности. Оба режима рассматривались в контрасте с либерально-демократическим западным миром, подчёркивая сходство между ними.
Политологи Ханна Арендт, Збигнев Бжезинский, Карл Иоахим Фридрих и историк Роберт Конквест были видными сторонниками применения тоталитарной концепции для сравнения нацизма и сталинизма. Историки, такие как Шейла Фицпатрик и Майкл Гейер, подчёркивают различия между нацизмом и сталинизмом. Историк Генри Руссо защищает работу Фридриха и других, говоря при этом, что концепция является полезной и скорее описательной, чем аналитической, и утверждая, что режимы, описываемые как тоталитарные, не имеют общего происхождения и не возникли схожим образом. Историки Филипп Буррен и Николас Верт занимают среднюю позицию между тем, что в одном случае лидер кажется всемогущим, а в другом — слабым диктатором. Историки Ян Кершоу и Моше Левин рассматривают нацизм и сталинизм не как примеры нового типа общества, а как исторические аномалии, и спорят о целесообразности их объединения как тоталитарных.
Другие историки и политологи проводили сравнения между нацизмом и сталинизмом в рамках своей работы. Сравнение нацизма и сталинизма долгое время вызывало политические споры, а в 1980-х годах привело к спору между историками в Германии, известному как Historikerstreit.

## Ханна Арендт

### Истоки тоталитаризма
Ханна Арендт была одним из первых учёных, опубликовавших сравнительное исследование нацистской Германии и сталинского Советского Союза. В своей работе 1951 года «Истоки тоталитаризма» Арендт выдвигает идею тоталитаризма как особого типа политического движения и формы правления, которая «существенно отличается от других известных нам форм политического угнетения, таких как деспотизм, тирания и диктатура». Арендт проводит различие между тоталитарным движением, например, политической партией с тоталитарными целями, и тоталитарным правительством. Не всем тоталитарным движениям удаётся создать тоталитарные правительства, когда они приходят к власти. По мнению Арендт, хотя в 1920-х и 1930-х годах в Европе существовало множество тоталитарных движений, только правительствам Сталина и Гитлера удалось полностью реализовать свои тоталитарные цели.
Арендт проследила происхождение тоталитарных движений в XIX веке, уделяя особое внимание антисемитизму и новому империализму. Она подчеркнула связь между подъёмом европейских национальных государств и ростом антисемитизма, что объясняется тем, что евреи представляли собой «межевропейский, ненациональный элемент в мире растущих или существующих наций». Было множество теорий заговора, и евреев обвиняли в участии в различных международных схемах разрушения европейских народов. В ответ на эту воспринимаемую еврейскую угрозу образовались небольшие антисемитские политические партии. По мнению Арендт, это были первые политические организации в Европе, которые претендовали на то, чтобы представлять интересы всей нации, а не интересы класса или другой социальной группы. Более поздние тоталитарные движения будут копировать или унаследовать это требование говорить от имени всей нации, подразумевая, что любое противодействие им представляет собой измену.
Европейский империализм XIX века, более известный как новый империализм, также проложил путь тоталитаризму, узаконив концепцию бесконечной экспансии. После того, как европейцы начали империалистическую экспансию на других континентах, возникли политические движения, целью которых было копирование методов империализма на самом европейском континенте. Арендт имеет в виду пандвижения пангерманизма и панславизма, которые обещали континентальные империи народам, не имевшим особых надежд на зарубежную экспансию. По словам Арендт, «нацизм и большевизм больше обязаны пангерманизму и панславизму (соответственно), чем какой-либо другой идеологии или политическому движению».

### Вербовка, пропаганда и идеологическая обработка
Арендт утверждает, что и нацистское, и большевистское движения «набирали своих членов из массы явно безразличных людей, от которых отказались все другие партии», и которые «имели основания быть одинаково враждебными ко всем партиям». По этой причине тоталитарным движениям не нужно было использовать дебаты или убеждение, не нужно было опровергать аргументы других партий. Их целевую аудиторию не нужно было убеждать презирать другие партии или демократическую систему, потому что она состояла из людей, которые уже презирали политику мейнстрима. В результате тоталитарные движения могли свободно применять насилие и террор против своих противников, не опасаясь, что это может оттолкнуть их собственных сторонников. Вместо того чтобы спорить со своими оппонентами, они приняли детерминистские взгляды на поведение человека. Они представляли противоположные идеи как «происходящие из глубоких природных, социальных или психологических источников, неподвластных человеку и, следовательно, неподвластных разуму». В частности, нацисты в годы, предшествовавшие их приходу к власти, занимались «убийством мелких социалистических функционеров или влиятельных членов противоборствующих партий» как для устрашения противников, так и для демонстрации своим сторонникам, что они являются партией действия, «отличающейся от „пустословов“ других партий».
Тоталитарные правительства широко используют пропаганду и часто характеризуются существенным различием между тем, что они говорят своим сторонникам, и пропагандой, которую они производят для других. Арендт различает эти две категории как «индоктринация» и «пропаганда». Индоктринация состоит из послания, которое тоталитарное правительство распространяет внутри страны среди членов правящей партии и той части населения, которая поддерживает правительство. Пропаганда состоит из послания, которое тоталитарное правительство стремится распространить во внешнем мире и среди части своего собственного общества, которая может не поддерживать правительство. По словам Арендт, «необходимость пропаганды всегда диктуется внешним миром», в то время как возможности для идеологической обработки зависят от «изоляции тоталитарных правительств и их безопасности от внешнего вмешательства».
Индоктринация, используемая Советами и нацистами, характеризовалась претензиями на «научную» истину и апелляциями к «объективным законам природы». Оба движения придерживались детерминистского взгляда на человеческое общество и подчёркивали, что их идеологии основаны на научных открытиях, касающихся расы (в случае нацистов) или сил, управляющих человеческой историей (в случае Советов). Арендт считает, что это в чём-то схоже с современной рекламой, в которой компании утверждают, что научные исследования доказывают превосходство их продукции; однако в более общем плане она считает, что это крайняя версия «той одержимости наукой, которая характерна для западного мира с момента возникновения математики и физики в шестнадцатом веке». Используя псевдонауку в качестве основного оправдания своих действий, нацизм и сталинизм отличаются от более ранних исторических деспотических режимов, которые вместо этого апеллировали к религии или иногда вообще не пытались оправдаться. По мнению Арендт, тоталитарные правительства не просто использовали эти апелляции к предполагаемым научным законам в качестве пропаганды для манипулирования другими. Тоталитарные лидеры, такие как Гитлер и Сталин, искренне верили, что действуют в соответствии с непреложными естественными законами, причём настолько, что готовы были пожертвовать собственными интересами своих режимов ради введения в действие этих мнимых законов. Нацисты с особой жестокостью обращались с жителями оккупированных территорий. Они планировали обезлюдить Восточную Европу, чтобы уступить место колонистам из немецких Herrenvolk («господствующая раса»), хотя это сильно навредило их военным усилиям. Сталин неоднократно проводил чистки Коммунистической партии Советского Союза от людей, которые хоть немного отклонялись от линии партии, даже когда это ослабляло партию или советское правительство, потому что он считал, что они представляют интересы «умирающих классов» и их гибель исторически неизбежна.

### Лидер
Арендт также отмечает центральное значение всемогущего лидера тоталитарных движений. Она проводит различие между тоталитарными лидерами, такими как Гитлер и Сталин, и нетоталитарными диктаторами или автократическими лидерами. Тоталитарный лидер приходит к власти не с помощью личного насилия или особых организационных навыков, а контролируя кадровые назначения в партии таким образом, что все остальные видные члены партии обязаны ему своими должностями. Поскольку лояльность лидеру становится главным критерием для продвижения по службе, амбициозные члены партии соревнуются друг с другом в стремлении выразить свою преданность, а вокруг лидера развивается культ личности. Даже если лидер не особенно компетентен и члены его ближайшего окружения знают о его недостатках, они остаются преданными ему из страха, что вся структура власти рухнет без него.

### «Враги»
После прихода к власти, по мнению Арендт, тоталитарные движения сталкиваются с серьёзной дилеммой: они построили свою поддержку на гневе против статус-кво и на невыполнимых или нечестных обещаниях, но теперь они стали новым статус-кво и от них ожидают выполнения своих обещаний. Они решают эту проблему, вступая в постоянную борьбу с внешними и внутренними врагами, реальными или воображаемыми, чтобы иметь возможность сказать, что в некотором смысле они ещё не получили власть, необходимую для выполнения своих обещаний. По мнению Арендт, тоталитарные правительства должны постоянно бороться с врагами, чтобы выжить. Это объясняет их иррациональное поведение, например, когда Гитлер продолжал выдвигать территориальные требования даже после того, как ему было предложено всё, о чём он просил в Мюнхенском соглашении, или когда Сталин развязал Большой террор, хотя не столкнулся с серьёзной внутренней оппозицией.

### Лагеря для интернированных
Арендт подчёркивает широкое использование лагерей для интернированных тоталитарными правительствами, утверждая, что они являются наиболее важным проявлением необходимости поиска врагов для борьбы, и поэтому «более существенны для сохранения власти режима, чем любые другие его институты». Хотя заключённых концентрационных лагерей обычно принуждали к принудительному труду, Арендт утверждает, что их главной целью не была материальная выгода для режима, потому что «единственной постоянной экономической функцией лагерей было финансирование их собственного надзорного аппарата; с экономической точки зрения концентрационные лагеря существуют в основном ради самих себя». Нацисты, в частности, довели это до «открытой анти-полезности», затратив большие суммы денег, ресурсов и рабочей силы во время войны на строительство и укомплектование лагерей смерти и транспортировку в них людей. Это отличает концентрационные лагеря тоталитарных режимов от более древних человеческих институтов, имеющих с ними некоторое сходство, таких как рабство. Над рабами издевались и убивали ради прибыли; над узниками концлагерей издевались и убивали, потому что тоталитарному правительству нужно было оправдать своё существование. Наконец, Арендт указывает, что в концентрационных лагерях как при Гитлере, так и при Сталине содержалось большое количество заключённых, которые были невиновны ни в каких преступлениях не только в обычном смысле этого слова, но даже по стандартам самих режимов; то есть большинство заключённых не совершали никаких действий против режима.

### Будущее тоталитарных систем
На протяжении всего своего анализа Арендт подчёркивала современность и новизну правительственных структур, созданных Сталиным и Гитлером, утверждая, что они представляют собой «совершенно новую форму правления», которая, вероятно, снова проявится в различных других формах в будущем. Она также предостерегла от веры в то, что будущие тоталитарные движения обязательно будут разделять идеологические основы нацизма или сталинизма, написав, что «все идеологии содержат тоталитарные элементы».

## Карл Фридрих и Збигнев Бжезинский

### Тоталитарные системы и автократии
Тоталитарная парадигма в сравнительном исследовании нацистской Германии и Советского Союза была развита Карлом Фридрихом и Збигневом Бжезинским, которые много писали на эту тему как по отдельности, так и в сотрудничестве. Как и Ханна Арендт, они утверждают, что «тоталитарная диктатура — это новое явление; никогда прежде не было ничего подобного». Фридрих и Бжезинский классифицируют тоталитарную диктатуру как тип автократии, но утверждают, что она отличается по важным параметрам от большинства других исторических автократий. В частности, она отличается опорой на современные технологии и массовую легитимацию.
В отличие от Арендт, Фридрих и Бжезинский применяют понятие тоталитарной диктатуры не только к режимам Гитлера и Сталина, но и к Советскому Союзу на протяжении всего его существования, а также к режиму Бенито Муссолини в Италии и Китайской Народной Республике при Мао Цзэдуне. Фридрих заявил, что «возможность приравнивания диктатуры Сталина в Советском Союзе и диктатуры Гитлера в Германии» была глубоко противоречивой темой и предметом дебатов почти с самого начала существования этих диктатур. Различные другие аспекты двух режимов также были предметом интенсивных научных дебатов, например, были ли нацистская и сталинская идеологии искренне верили и преследовали соответствующие правительства, или идеологии были просто удобным оправданием диктаторского правления. Фридрих отдаёт предпочтение первой точке зрения.
Фридрих и Бжезинский утверждают, что нацизм и сталинизм не только похожи друг на друга, но также представляют собой продолжение или возврат к традиции европейской абсолютной монархии на определённых уровнях. В абсолютных монархиях XVII и XVIII веков монарх в конечном итоге обладал всей полнотой власти и считался подотчётным только Богу. В сталинизме и нацизме лидер также обладал всей реальной властью и считался подотчётным только различным нематериальным сущностям, таким как «народ», «массы» или «Volk»; общей чертой автократий, будь то монархических или тоталитарных, является концентрация власти в руках лидера, который не может быть привлечён к ответственности никакими правовыми механизмами и который, как предполагается, является воплощением воли абстрактной сущности. Фридрих и Бжезинский также выделяют другие черты, общие для всех автократий, такие как «колебание между жёстким и свободным контролем». Режим чередует периоды интенсивных репрессий и относительной свободы, часто представленные разными лидерами, и это отчасти зависит от личного характера разных лидеров. Фридрих и Бжезинский считают, что существует также глубинный политический цикл, в котором растущее недовольство приводит к усилению репрессий, пока оппозиция не будет уничтожена. Контроль ослабляется до следующего раза, когда недовольство населения начинает расти.
Помещая сталинизм и нацизм в более широкую историческую традицию автократического правления, Фридрих и Бжезинский считают, что «тоталитарная диктатура, в определённом смысле, есть приспособление автократии к индустриальному обществу двадцатого века». В то же время они настаивают на том, что тоталитарная диктатура — это «новый тип автократии». Они утверждают, что тоталитарные режимы XX века, такие как гитлеровский и сталинский, имеют больше общего друг с другом, чем с любой другой формой правления, включая исторические автократии прошлого. Тоталитаризм может существовать только после создания современных технологий, потому что такие технологии необходимы для пропаганды, наблюдения за населением и работы тайной полиции. Говоря о различиях и сходствах между фашистским и коммунистическим режимами, Фридрих и Бжезинский настаивают на том, что эти два вида тоталитарных правительств «в основном похожи», но «не полностью похожи» в том смысле, что они больше похожи друг на друга, чем на другие формы правления, но они не одинаковы. Среди основных различий между ними Фридрих и Бжезинский особо выделяют то, что коммунисты стремятся к «мировой революции пролетариата». В то время как фашисты хотят «установить имперское господство определённой нации или расы».

### Пять столпов тоталитарных систем
Говоря о сходстве нацизма и сталинизма, Фридрих перечисляет пять основных аспектов, которые их объединяют. Во-первых, официальная идеология, которой должны следовать все члены общества, по крайней мере, пассивно, и которая обещает служить идеальным проводником к некой конечной цели. Во-вторых, единственная политическая партия, состоящая из самых горячих сторонников официальной идеологии, представляющая элитарную группу общества (не более 10 % населения) и организованная по строго регламентированному принципу. В-третьих, «технологически обусловленная практически полная монополия на контроль всех средств эффективной вооружённой борьбы» в руках партии или её представителей. В-четвёртых, аналогичная монополия партии на средства массовой информации и все технологические формы коммуникации. В-пятых, «система террористического полицейского контроля», которая используется не только для защиты режима от реальных врагов, но и для преследования различных групп людей, которые только подозреваются в том, что они враги, или которые потенциально могут стать врагами в будущем.
Согласно Фридриху и Бжезинскому, два первых столпа любого тоталитарного правительства — это диктатор и партия. Диктатор, будь то Сталин, Гитлер или Муссолини, обладает верховной властью. Фридрих и Бжезинский однозначно отвергают утверждение о том, что партия или любой другой институт может обеспечить значительный противовес власти диктатора в нацизме или сталинизме. Диктатор нуждается в партии, чтобы иметь возможность править, поэтому он может быть осторожен, чтобы не принимать решения, которые идут вразрез с желаниями других ведущих членов партии, но окончательная власть остаётся за ним, а не за ними. Как и Арендт, Фридрих и Бжезинский также определяют культ личности, окружающий лидера, как существенный элемент тоталитарной диктатуры и ссылаются, в частности, на культ личности Сталина. Они также обращают внимание на то, что от Гитлера и Сталина ожидали идеологического руководства своими правительствами, а не просто практического лидерства. Фридрих и Бжезинский пишут, что «в отличие от военных диктаторов прошлого, а также от некоторых типов первобытных вождей, тоталитарный диктатор является одновременно правителем и первосвященником». То есть он не только управляет, но и задаёт принципы, на которых должно основываться его правительство. Отчасти это связано с тем, как возникают тоталитарные правительства. Они возникают, когда власть захватывает воинствующее идеологическое движение, поэтому первым лидером тоталитарного правительства обычно становится идеолог, создавший движение, захватившее власть, а последующие лидеры пытаются ему подражать.

#### Диктатор и его приспешники
Тоталитарному диктатору нужны преданные лейтенанты, чтобы верно и с разумной степенью эффективности выполнять его приказы. Фридрих и Бжезинский выявляют параллели между людьми из окружения Гитлера и Сталина, утверждая, что оба диктатора использовали похожих людей для выполнения схожих задач. Мартин Борман и Георгий Маленков были способными администраторами и бюрократами. Генрих Гиммлер и Лаврентий Берия были безжалостными руководителями тайной полиции, ответственными за подавление любого потенциального вызова власти диктатора. И Гитлер, и Сталин поощряли соперничество и недоверие среди своих подчинённых, чтобы гарантировать, что ни один из них не станет достаточно могущественным, чтобы бросить вызов самому диктатору. В этом кроется причина важной слабости тоталитарных режимов: проблема преемственности. Фридрих указывает, что ни нацистское, ни сталинское правительство не установили никакой официальной линии преемственности или механизма, который бы решал, кто заменит диктатора после его смерти. Диктатор, будучи почитаемым «отцом народа», считался незаменимым. У него никогда не могло быть явного наследника, потому что такой наследник представлял бы угрозу власти диктатора при его жизни; неизбежная смерть диктатора всегда оставляла после себя большой вакуум власти и вызывала политический кризис. В случае нацистского режима, поскольку Гитлер умер за несколько дней до окончательного поражения Германии в войне, это так и не стало серьёзной проблемой; в случае Советского Союза смерть Сталина привела к длительной борьбе за власть.

#### Тоталитарная партия
Фридрих и Бжезинский также выявляют критические сходства между нацистской и сталинской политическими партиями, которые отличают их от других типов политических партий. И нацистская партия, и Всесоюзная коммунистическая партия (большевиков) при Сталине предъявляли жёсткие требования к членству и не принимали членов на основании простого согласия с идеологией и целями партии; они строго проверяли потенциальных членов, подобно эксклюзивным клубам, и часто проводили политические чистки членов, исключая большое количество людей из своих рядов, а иногда арестовывая и казня исключённых, как, например, во время Большого террора или Ночи длинных ножей. Тоталитарная партия культивирует идею о том, что быть членом партии — это привилегия, которую нужно заслужить, и для сохранения этой привилегии требуется полное повиновение лидеру. Хотя и нацизм, и сталинизм требовали от членов партии такой полной лояльности на практике, они различались в том, как они относились к этому в теории. Нацизм открыто провозглашал иерархический идеал абсолютного повиновения фюреру и фюрерпринципу как один из своих ключевых идеологических принципов. Сталинизм отрицал, что он делал что-либо подобное, и провозглашал демократические принципы, при этом съезд партии, состоящий из избранных делегатов, якобы являлся высшим органом власти. На сталинских выборах, как правило, участвовал только один кандидат, а съезд партии собирался очень редко и всегда одобрял решения Сталина. Независимо от различий в их основных идеологических требованиях, нацистская и сталинская партии на практике были организованы по схожим принципам, с жёсткой иерархией и централизованным руководством.
Каждая тоталитарная партия и диктатор опираются на определённую тоталитарную идеологию. Фридрих и Бжезинский согласны с Арендт в том, что нацистские и сталинские лидеры действительно верили в свои идеологии и не просто использовали их как инструменты для получения власти. Некоторые основные направления политики, такие как сталинская коллективизация сельского хозяйства в Советском Союзе или нацистское «Окончательное решение», не могут быть объяснены ничем иным, кроме как искренним стремлением к достижению идеологических целей, даже ценой огромных усилий. Идеологии и их цели были разными, но их объединяло утопическое стремление переделать мир и решимость бороться любыми средствами против реального или воображаемого врага. Этот стереотипный враг мог быть описан как «толстый богатый еврей или еврейский большевик» для нацистов или «разжигающий войну, обладающий атомной бомбой американский Уоллстритер» для Советов.

#### Идеология и символизм
По мнению Фридриха и Бжезинского, самое важное различие между нацистской и сталинской идеологией заключается в степени универсальности. Сталинизм и коммунистическая идеология в целом универсальны в своём призыве и обращены ко всем «трудящимся мира». Нацизм, с другой стороны, и фашистская идеология в целом, может обращаться только к одной конкретной расе или нации, то есть к «господствующей расе», которой суждено доминировать над всеми остальными. Поэтому «в коммунизме высшей ценностью представляется социальная справедливость, если только бесклассовое общество не является его основным условием; в фашизме высшей ценностью является господство, в конечном счёте мировое господство, и сильная и чистая нация-раса является его основным условием, как это видно из его идеологии». Это означает, что фашистские или нацистские движения из разных стран будут скорее естественными врагами, чем естественными союзниками, поскольку каждое из них стремится расширить господство своей страны за счёт других. Фридрих и Бжезинский видят в этом слабость, присущую фашистской и нацистской идеологии, в то время как коммунистический универсализм является источником идеологической силы сталинизма.
Фридрих и Бжезинский также обращают внимание на символы, которые использовали нацисты и сталинисты для своего представления. Советский Союз принял серп и молот, недавно созданный символ, «придуманный лидерами движения и указывающий на будущее». Между тем, нацистская Германия использовала свастику, «ритуальный символ неопределённого происхождения, довольно распространённый в примитивных обществах». Один пытается представить себя ориентированным на радикально новое будущее, а другой апеллирует к мифическому героическому прошлому.

#### Пропаганда и террор
Тоталитарные диктатуры поддерживают власть с помощью пропаганды и террора, которые, по мнению Фридриха и Бжезинского, тесно связаны между собой. Террор может осуществляться путём арестов и казней инакомыслящих, но может принимать и более тонкие формы, такие как угроза потери работы, социальное клеймо и диффамация. «Террор» может относиться к любому широко распространённому методу, используемому для запугивания людей с целью заставить их подчиниться в повседневной жизни. По мнению Фридриха и Бжезинского, самый эффективный террор невидим для людей, на которых он воздействует. У них вырабатывается привычка подчиняться и не подвергать сомнению авторитет, не обязательно осознавая, что именно это они и делают. Террор создаёт общество, в котором доминирует очевидный консенсус, в котором подавляющее большинство населения, похоже, поддерживает правительство. Затем пропаганда используется, чтобы поддерживать видимость народного согласия.
Тоталитарная пропаганда — это одна из особенностей, которая отличает тоталитарные режимы как современные формы правления. Она отличает их от более старых автократий, поскольку тоталитарное правительство полностью контролирует все средства коммуникации, не только публичные коммуникации, такие как средства массовой информации, но и частные коммуникации, такие как письма и телефонные звонки, которые строго отслеживаются. Методы пропаганды были очень похожи в сталинском Советском Союзе и нацистской Германии. И Йозеф Геббельс, и советские пропагандисты стремились демонизировать своих врагов и представить картину сплочённого народа, стоящего за своим лидером, чтобы противостоять внешней угрозе. В обоих случаях не было попыток донести до масс сложные идеологические нюансы, а вместо этого пропагандировалась упрощённая борьба между добром и злом. И нацистский, и сталинский режимы производили два совершенно разных набора пропагандистских материалов: один для внутреннего потребления, а другой — для потенциальных сторонников в других странах. Более того, оба режима иногда радикально меняли свою пропагандистскую линию, когда заключали мир с бывшим врагом или вступали в войну с бывшим союзником.
Парадоксально, но полный контроль тоталитарного правительства над коммуникациями делает это правительство крайне дезинформированным. Не имея возможности выразить критику, диктатор не может знать, насколько его поддерживает население. Поскольку вся политика правительства всегда объявляется успешной в пропаганде, чиновники не могут определить, что сработало, а что нет. И сталинизм, и нацизм страдали от этой проблемы, особенно во время войны между ними. По мере того, как война оборачивалась против Германии, росла оппозиция правлению Гитлера, в том числе в рядах военных, но Гитлер никогда не знал об этом, пока не становилось слишком поздно, как, например, в случае с заговором 20 июля. В первые дни блокады Берлина в 1948 году советское руководство, очевидно, полагало, что население Западного Берлина симпатизирует советскому коммунизму и что оно попросит о присоединении к советской зоне. За достаточное время разрыв между подлинным общественным мнением и тем, что тоталитарное правительство думает об общественном мнении, может стать настолько большим, что правительство уже не сможет даже вести эффективную пропаганду, потому что оно не знает, что думает народ, и поэтому не знает, что ему говорить. Фридрих и Бжезинский называют это «ритуализацией пропаганды»: тоталитарный режим продолжает производить пропаганду как политический ритуал, не оказывая реального влияния на общественное мнение.

#### Аресты, казни и концлагеря
Тоталитарное использование массовых арестов, казней и концентрационных лагерей было подробно проанализировано Фридрихом и Бжезинским. Они считают, что «тоталитарный террор поддерживает в институционализированной форме гражданскую войну, которая первоначально породила тоталитарное движение и с помощью которой режим может продолжать свою программу, сначала социальной дезинтеграции, а затем социальной реконструкции». И сталинизм, и нацизм считали себя участниками борьбы на жизнь и смерть против непримиримых врагов; однако, заявить, что борьба выиграна, означало бы заявить, что большинство тоталитарных черт правительства больше не нужны. Тайной полиции нет смысла существовать, если нет опасных предателей, которых нужно найти. Борьба, или гражданская война против внутренних врагов, должна быть институционализирована и продолжаться бесконечно. В сталинском Советском Союзе репрессивный аппарат в конечном итоге был обращён против членов самой коммунистической партии в ходе Большого террора и сопровождавших её показательных судебных процессов. Нацизм, напротив, продержался у власти гораздо меньше времени, и нацистский террор, как правило, был направлен вовне, а истребление евреев всегда было главным приоритетом. Нацисты не обращались внутрь, к чистке собственной партии, за исключением двух случаев (Ночь длинных ножей и последствия заговора 20 июля).
Пик тоталитарного террора был достигнут в нацистских концентрационных лагерях. Они варьировались от трудовых лагерей до лагерей уничтожения, и Фридрих и Бжезинский описывают их как направленные на «уничтожение всех действительных, потенциальных и воображаемых врагов режима». Поскольку на момент написания книги область изучения Холокоста всё ещё находилась на ранней стадии, они не описывают условия в деталях, но говорят о лагерях как о «крайне жестоких». Они также сравнивают эти лагеря с советской системой ГУЛАГа и подчёркивают, что концентрационные лагеря были методом наказания и казни как в нацистском, так и в сталинском режимах. В отличие от Ханны Арендт, которая считала, что лагеря ГУЛАГа не преследовали никаких экономических целей, Фридрих и Бжезинский утверждают, что они служили важным источником дешёвой рабочей силы для сталинской экономики.

## Моше Левин и Ян Кершоу

### Германия и Россия
Сравнительное изучение нацизма и сталинизма было продолжено другими учёными, такими как Моше Левин и Ян Кершоу, а также их соратниками. В своих трудах после распада СССР, Левин и Кершоу рассматривают нацизм и сталинизм не столько как примеры нового типа общества, как это делали Арендт, Фридрих и Бжезинский, сколько как исторические «аномалии» или необычные отклонения от типичного пути развития, по которому, как ожидается, пойдёт большинство индустриальных обществ.
Задача сравнения нацизма и сталинизма, по их мнению, является задачей объяснения того, почему Германия и Россия (наряду с другими странами) отклонились от исторической нормы. Вначале Льюин и Кершоу выявляют сходство между историческими ситуациями в Германии и России до Первой мировой войны и во время этой войны. Обе страны управлялись авторитарными монархиями, которые находились под давлением и вынуждены были идти на уступки народным требованиям. В обеих странах были «мощные бюрократии и сильные военные традиции». Обе страны имели «мощные землевладельческие классы» и одновременно находились в процессе быстрой индустриализации и модернизации. Обе страны проводили экспансионистскую внешнюю политику (подробнее см. Территориально-политическая экспансия СССР и территориально-политическая экспансия нацистской Германии), проявляя особый интерес к Центральной и Восточной Европе. Левин и Кершоу говорят, что эти факторы не сделали сталинизм или нацизм неизбежными, но они помогают объяснить, почему сталинский и нацистский режимы приобрели схожие черты.

### Сходства и различия систем
Прав был Черчилль, когда ещё в 1939 году сказал в парламенте, что коммунизм отличается от фашизма не более, чем северный полюс от южного. А о том, какую свободу дали мы Восточной Европе лучше всего свидетельствуют советские танки в германских городах в 1953, в Венгрии в 1956, в Чехословакии в 1968.
Ян Кершоу заявил, что сталинизм и нацизм сравнимы по «природе и степени их бесчеловечности», но что эти два режима были разными в некоторых аспектах. Левин и Кершоу сомневаются в полезности объединения нацистского и сталинского режимов в одну тоталитарную категорию, заявляя, что остаётся открытым вопрос, больше или меньше сходств между ними, чем различий. В частности, они критикуют то, что они считают идеологически мотивированной попыткой определить, какой режим убил больше людей, говоря, что апологеты каждого режима пытаются защитить свою сторону, утверждая, что другой несёт ответственность за большее количество смертей.

#### Культ личности
Левин и Кершоу ставят культ личности в центр своего сравнения нацизма и сталинизма и пишут, что оба режима «представляли собой новый жанр политической системы, в центре которой находилась искусственная конструкция культа лидерства — „героический миф“ о „великом вожде“, уже не короле или императоре, а „человеке из народа“. В отношении сталинизма они подчёркивают его бюрократический характер и „слияние самых современных и самых архаичных черт“, сочетая современные технологии и новейшие методы управления и пропаганды с древней практикой произвольного правления одного человека. Они сравнивают это с прусской военной традицией в Германии, которую в XVIII веке называли „бюрократическим абсолютизмом“, сыгравшей значительную роль в организации нацистского государства в XX веке.
Кершоу согласен с Моммзеном в том, что между нацизмом и сталинизмом существовало фундаментальное различие в отношении важности лидера. В сталинизме был абсолютный лидер, но он не был основным. Его мог заменить другой. Нацизм, с другой стороны, был „классическим движением харизматического лидерства“, которое полностью определялось его лидером. Сталинизм имел идеологию, которая существовала независимо от Сталина, но для нацизма „Гитлер был идеологической ортодоксией“, и нацистские идеалы по определению были тем, что говорил Гитлер. В сталинизме основой системы был бюрократический аппарат, а в нацизме основой была личность лидера.
Левин также уделяет внимание сравнению культов личности Гитлера и Сталина и их роли в нацистской Германии и Советском Союзе. Он называет их „мифом Гитлера“ и „мифом Сталина“ и утверждает, что они выполняли разные функции в двух режимах. Функция „гитлеровского мифа“ заключалась в легитимизации нацистского правления, в то время как функция „сталинского мифа“ заключалась в легитимизации не самого советского правления, а сталинского руководства в коммунистической партии. Культ личности Сталина существовал именно потому, что Сталин знал, что его можно заменить, и боялся, что его могут заменить, и поэтому нуждался в максимальном укреплении своего авторитета. Если „гитлеровский миф“ был необходим нацистской Германии, то „сталинский миф“ был необходим только Сталину, а не самому Советскому Союзу.

#### Внутренняя нестабильность тоталитарных систем
Вместе с коллегой-историком Хансом Моммзеном, Левин утверждает, что сталинский и нацистский режимы отличались „внутренним структурным противоречием“, которое привело к „внутреннему саморазрушению“: они зависели от высокоорганизованной государственной бюрократии, которая пыталась установить сложные правила и процедуры для каждого аспекта жизни, но эта бюрократия находилась под полным личным контролем деспота, который принимал политические решения по своему усмотрению, регулярно меняя своё мнение по основным вопросам, не обращая никакого внимания на правила и институты, созданные его собственной бюрократией. Бюрократия и лидер нуждались друг в друге, но также подрывали друг друга своими различными приоритетами. Моммзен считает это гораздо более серьёзной проблемой в нацистской Германии, чем в сталинском Советском Союзе, поскольку нацисты унаследовали значительную часть традиционной немецкой бюрократии. В то же время Советский Союз в значительной степени создал свою бюрократию с нуля. Он говорит, что многие иррациональные черты нацистского режима, такие как трата ресурсов на истребление нежелательного населения вместо использования этих ресурсов в военных действиях, были вызваны скорее дисфункцией нацистского государства, чем фанатичной приверженностью нацистской идеологии.
Согласно „фюрерпринципу“, все полномочия по принятию решений в нацистском государстве в конечном итоге принадлежали Гитлеру, который часто издавал лишь расплывчатые и общие директивы, заставляя других нацистских лидеров, стоящих ниже в иерархии, гадать, чего именно хочет фюрер. Эта путаница порождала конкуренцию между нацистскими чиновниками, поскольку каждый из них пытался доказать, что он более преданный нацист, чем его соперники, проводя всё более экстремальную политику. Это соревнование в стремлении угодить Гитлеру, по мнению Моммзена, было настоящей причиной иррациональности нацистов. Гитлер знал об этом и намеренно поощрял это из „социал-дарвинистского убеждения, что в конечном итоге победит лучший человек“. Моммзен утверждает, что это представляет собой структурное различие между режимами Гитлера и Сталина. Несмотря на чистки, сталинский режим был более эффективен в построении стабильной бюрократии, так что система могла поддерживать себя и продолжаться даже без Сталина. Нацистский режим, с другой стороны, был гораздо более персонифицированным и полностью зависел от Гитлера, будучи не в состоянии создать какие-либо прочные институты.

#### Сталин и Гитлер
Кершоу также видит значительные личные различия между Сталиным и Гитлером и их соответствующими стилями правления. Он описывает Сталина как „человека комитета, главного олигарха, человека машины“ и „творение своей партии“, который пришёл к власти только благодаря своей партии и своей способности манипулировать рычагами власти внутри этой партии. Гитлер, напротив, пришёл к власти на основе своей харизмы и массовой привлекательности, а в нацистском режиме именно лидер создал партию, а не наоборот. По словам Кершоу, „Сталин был диктатором с высокой степенью интервенционизма, рассылавшим поток писем и директив, определявших политику или вмешивавшихся в неё“. Между тем, Гитлер „был диктатором, не вмешивающимся в дела государственного управления“, предпочитая заниматься военными делами и планами завоеваний, а не повседневной рутиной государственной работы, и давая своим подчинённым только широкие устные инструкции по гражданским делам, которые они должны были воплотить в политику.
Хотя оба режима характеризовались всепроникающими культами личности, между этими культами было качественное различие. Культ личности Сталина был „наложен на марксистско-ленинскую идеологию и коммунистическую партию“. От него можно было отказаться или заменить его культом личности какого-либо другого лидера без серьёзных изменений режима. С другой стороны, „миф о Гитлере“ был структурно необходим для нацистского движения и его Weltanschauung, являлся его основой и почти не отличался от него» Вера в личность Гитлера как единственного спасителя немецкой нации была самой основой нацизма, до такой степени, что нацизм считал невозможным даже представить себе преемника Гитлера. Согласно анализу Кершоу, сталинизм был в основе своей бюрократической системой, в то время как нацизм воплощал в себе «харизматический авторитет», описанный Максом Вебером. Сталинизм мог существовать без своего лидера, а нацизм не мог.

## Генри Руссо, Николя Верт и Филипп Буррен
Тема сравнения нацизма и сталинизма также изучалась в 1990-х и 2000-х годах историками Генри Руссо, Николя Вертом и Филиппом Бурреном.

### Различия между нацизмом и сталинизмом
Руссо защищает работу Карла Фридриха, указывая на то, что сам Фридрих говорил только о том, что сталинизм и нацизм сравнимы, а не о том, что они идентичны. Руссо также утверждает, что популярность концепции тоталитаризма, то, как большое количество людей привыкло называть определённые правительства тоталитарными, следует рассматривать как доказательство того, что эта концепция полезна, что она описывает конкретный тип правительства, который отличается от других диктатур. В то же время Руссо утверждает, что концепция тоталитаризма является скорее описательной, чем аналитической: режимы, описываемые как тоталитарные, не имеют общего происхождения и не возникли схожим образом. Нацизм уникален среди тоталитарных режимов тем, что пришёл к власти в «стране с развитой промышленной экономикой и системой политической демократии (и ещё более древним политическим плюрализмом)».
Согласно Руссо, все другие примеры тоталитаризма, включая сталинский режим, пришли к власти «в аграрной экономике, в бедном обществе без традиции политического плюрализма, не говоря уже о демократии, и где традиционно преобладали различные формы тирании». Он видит в этом слабость концепции тоталитаризма, потому что она просто описывает сходство между сталинизмом и нацизмом, не обращая внимания на очень разные пути их прихода к власти. С другой стороны, Руссо согласен с Арендт в том, что «тоталитарные режимы представляют собой нечто новое по отношению к классической тирании, авторитарным режимам или другим формам древних и средневековых диктатур», и он говорит, что главная сила концепции тоталитаризма заключается в том, как она подчёркивает эту присущую режимам новизну.

### Конфликт между диктатором и бюрократией
Николя Верт и Филипп Буррен работали над сравнительной оценкой сталинизма и нацизма, причём Верт занимался сталинским режимом, а Буррен — нацистской Германией. Одна из тем, которую они изучали, — это то, насколько большой властью обладал диктатор в этих двух режимах. Верт выделяет два основных историографических подхода в изучении сталинского режима: те, кто подчёркивает власть и контроль, осуществляемые самим Иосифом Сталиным, приписывая большинство действий советского правительства продуманным планам и решениям, принятым им, и те, кто утверждает, что у Сталина не было заранее определённого курса действий, что он реагировал на события по мере их развития, и что советская бюрократия имела свою собственную программу, которая часто отличалась от желаний Сталина. Верт считает это двумя ошибочными крайностями: одна делает Сталина всемогущим, а другая — слабым диктатором. Он считает, что конкурирующие точки зрения помогают привлечь внимание к напряжению между двумя различными формами организации в сталинском Советском Союзе, а именно «административно-командной системой», бюрократической и устойчивой к изменениям, но эффективной в управлении советским государством, и стратегией «управления страной грубо деспотическим способом Сталиным и его небольшим штатом директоров». Верт согласен с Левиным в том, что существовал внутренний конфликт между приоритетами советской бюрократии и накоплением Сталиным абсолютной власти в своих собственных руках. По мнению Верта, этот неразрешённый и не выраженный конфликт привёл к Большому террору и использованию сталинским режимом террора против своих партийных и государственных кадров.
Изучая подобные вопросы, касающиеся нацистского режима, Филипп Буррен обращает внимание на дебаты между «интенционалистской» и «функционалистской» школами мысли, которые занимались вопросом о том, представлял ли нацистский режим продолжение автократической воли Гитлера, точно подчиняясь его желаниям, или же он был по сути хаотичной и неконтролируемой системой, которая функционировала сама по себе при незначительном прямом участии фюрера. Как Кершоу и Льюин, Буррин утверждает, что отношения между лидером и идеологией его партии отличались в нацизме от сталинизма тем, что «можно с полным правом утверждать, что нацизм нельзя отделить от гитлеризма, что трудно утверждать в отношении большевизма и сталинизма». В отличие от Сталина, который унаследовал существующую систему с существующей идеологией и представлял себя наследником ленинской политической традиции, Гитлер сам создал и своё движение, и его идеологию, и утверждал, что он «посланный Провидением, мессия, которого немецкий народ ожидал на протяжении веков, даже двух тысяч лет, как любил говорить Генрих Гиммлер». В нацистской Германии не могло быть конфликта между партией и лидером, поскольку вся причина существования нацистской партии заключалась в поддержке и следовании за Гитлером; существовал потенциал для разделения между лидером и государственной бюрократией из-за того, что нацизм пришёл к власти как часть союза с традиционными консервативными элитами, промышленниками и армией.
В отличие от Советского Союза, нацистская Германия не строила своё собственное государство, а унаследовала государственный аппарат предыдущего правительства. Это обеспечило нацистам немедленный приток способных и опытных управленцев и военачальников; однако это также означало, что нацистский режим должен был полагаться на сотрудничество людей, которые не были нацистами до прихода Гитлера к власти и чья лояльность была сомнительной. Только во время войны, когда нацистская Германия завоевала большие территории и была вынуждена создавать на них нацистские администрации, были созданы совершенно новые нацистские бюрократии без какого-либо вклада или участия традиционных немецких элит. Это привело к удивительному различию между нацизмом и сталинизмом; когда сталинский Советский Союз завоёвывал территории, он создавал уменьшенные копии самого себя и устанавливал их в качестве правительств оккупированных стран, в то время как нацистская Германия не пыталась создать копии немецкого правительства у себя дома, а экспериментировала с различными структурами власти и политикой, часто отражая «гораздо более широкую нацификацию общества, чем та, которую разрешал баланс сил в Рейхе».

### Роль террора и насилия
Ещё одной важной темой, исследованной Вертом и Буррином, было насилие и террор, применяемые режимами Гитлера и Сталина. Верт сообщает, что сталинский Советский Союз подвергся «чрезвычайной жестокости в отношениях между государством и обществом» для быстрой модернизации и индустриализации, чтобы «набрать сто лет за одно десятилетие и превратить страну в великую промышленную державу». Эта трансформация была достигнута ценой массового насилия и социально-политического регресса к тому, что Верт называет «военно-феодальной эксплуатацией». Виды насилия, применяемые сталинским режимом, включали лишение гражданских прав, массовые аресты, депортацию целых этнических групп из одной части Советского Союза в другую, принудительный труд в ГУЛАГе, массовые казни (особенно во время Большого террора 1937—1938 годов) и, прежде всего, великий голод 1932—1933 годов, известный как Голодомор. Сталинские репрессии затронули все слои советского общества, сверху донизу. На самом верху высокопоставленные члены советской коммунистической партии были арестованы и казнены по обвинению в заговоре против Сталина. В некоторых случаях их заставляли признаться в мнимых преступлениях на Московских процессах. Снизу крестьянство пережило советский голод 1932—1933 годов и столкнулось с очень высокими квотами на зерно даже вне голодных лет.
Верт выделяет четыре категории людей, которые стали объектами сталинского насилия в Советском Союзе. Он перечисляет их от наименьшей к наибольшей. Первая и самая маленькая группа состояла из многих бывших соратников Сталина, которые участвовали в революции и были известны как старые большевики. Они были опасны для Сталина, так как знали его до прихода к власти и могли разоблачить многочисленные ложные утверждения, сделанные его культом личности. Вторая группа состояла из чиновников среднего звена Коммунистической партии, подвергшихся массовым арестам и казням в конце 1930-х годов, особенно во время Большого террора. Их ликвидация преследовала двойную цель: она помогла Сталину централизовать власть в Кремле вместо региональных центров и обеспечила его «коррумпированными чиновниками», на которых он мог свалить вину за предыдущие репрессии и непопулярную политику. Верт проводит параллели между этим и старой царской традицией обвинять в непопулярных действиях правительства «плохих бюрократов», а не царя. Третья группа состояла из обычных граждан из всех слоёв общества, которые прибегали к мелким преступлениям, чтобы обеспечить себя в условиях ухудшения уровня жизни, например, унося домой пшеницу с полей или инструменты с завода. Этот вид мелких преступлений стал очень распространённым и часто наказывался как умышленный саботаж, мотивированный политической оппозицией Советскому Союзу. Четвёртая и самая большая категория состояла из этнических групп, подвергшихся депортации, голоду или произвольным арестам по подозрению в коллективной нелояльности к Сталину или советскому государству. Сюда входили Голодомор, депортация этнических групп, подозреваемых в прогерманских симпатиях, таких как немцы Поволжья, крымские татары, чеченцы и другие, а также преследование этнических евреев, особенно по мере того, как Сталин становился все более антисемитским ближе к концу своей жизни.
Исследование Буррена насилия, проводимое нацистским режимом, начинается с наблюдения, что «насилие лежит в основе нацизма» и что нацистское насилие «утвердилось как доктрина и возвышается в словах». По словам Буррена, в этом разница между нацизмом и сталинизмом. В сталинизме существовала пропасть между идеологией и реальностью, когда речь шла о насилии. Советский режим постоянно отрицал репрессии, провозглашал себя защитником мира и стремился скрыть все доказательства обратного. В нацизме, напротив, «доктрина и реальность были слиты воедино с самого начала». Нацизм не только практиковал жестокие репрессии и войну, но и выступал за них в принципе, считая войну позитивной силой человеческой цивилизации и открыто стремясь к Lebensraum («жизненному пространству») и доминированию этнических немцев на европейском континенте.
Буррен выделяет три мотивации нацистского насилия: политические репрессии, изоляция и социальные репрессии и расовая политика. Первая из них, политические репрессии, характерна для многих диктатур. Нацисты стремились устранить своих реальных или мнимых политических противников, сначала в Рейхе, а затем на оккупированных территориях во время войны. Некоторые из этих противников были казнены, другие заключены в нацистские концентрационные лагеря. Первыми объектами политических репрессий сразу после прихода Гитлера к власти в 1933 году стали левые партии в целом и Коммунистическая партия Германии в частности. После середины 1930-х годов репрессии распространились на представителей духовенства, а затем и на консервативную оппозицию, особенно после неудачной попытки покушения на Гитлера в 1944 году. Смертная казнь применялась в широких масштабах ещё до войны. Во время войны политические репрессии были значительно расширены внутри Германии и особенно на недавно оккупированных территориях. В начале войны число политических заключённых в концентрационных лагерях составляло всего около 25 000 человек. К январю 1945 года их число возросло до 714 211 человек, большинство из которых были не немцами, обвинёнными в заговоре против рейха. Второй тип нацистского насилия, мотивированный отчуждением и социальными репрессиями, — это насилие, направленное на очищение немецкого общества от людей, чей образ жизни считался несовместимым с социальными нормами нацистского режима, даже если эти люди были расово чистыми и трудоспособными. Такие люди делились на две категории: гомосексуалы и «асоциальные личности», которые были определены нечётко и включали «цыган, бродяг, нищих, проституток, алкоголиков, безработных, которые отказывались от любой работы, и тех, кто часто или без причины покидал свою работу».
Третьим и последним видом нацистского насилия, безусловно, самым масштабным, было насилие, мотивированное нацистской расовой политикой. Она была направлена как вовнутрь, на очищение «арийской расы» от «вырождающихся» элементов и недостойных жизни, так и вовне, на истребление Untermensch («неполноценных людей»); немцы, считавшиеся физически или умственно непригодными, были одними из первых жертв. Один из первых законов нацистского режима предписывал принудительную стерилизацию людей, страдающих физическими недостатками или психическими заболеваниями, которые считались наследственными. Позже стерилизация была заменена убийством психически больных и людей с тяжёлыми формами инвалидности в рамках программы «эвтаназии» под названием Aktion T4. Буррин заявляет, что это не служило практической политической цели, поскольку убитые люди не могли быть политическими противниками режима. Следовательно, мотивация была чисто расовой идеологией. Наиболее систематические и, безусловно, наиболее масштабные акты нацистского насилия были направлены против «расово неполноценного» негерманского населения. Согласно Генеральному плану «Ост», нацисты хотели уничтожить большую часть славянского населения Восточной Европы, частично путём депортации и частично путём убийства, чтобы обеспечить земли для поселения и колонизации этнических немцев. Ещё более настоятельно нацисты хотели уничтожить евреев Европы, которых они считали непримиримым расовым врагом немцев. Кульминацией этого стал Холокост — нацистский геноцид евреев. В отличие от всех других целевых групп населения, евреи должны были быть уничтожены полностью, без каких-либо исключений по каким-либо причинам.

## Майкл Гейер и Шейла Фицпатрик
В книге «За гранью тоталитаризма: Сталинизм и нацизм в сравнении» редакторы Майкл Гейер и Шейла Фицпатрик оспаривают концепцию тоталитаризма, отмечая, что этот термин вошёл в политический дискурс сначала как термин самоописания итальянских фашистов и лишь позднее был использован в качестве основы для сравнения нацистской Германии и Советского Союза. Они утверждают, что тоталитарные государства не были такими монолитными или идеологическими, как казалось. Гейер и Фицпатрик описывают нацистскую Германию и сталинский Советский Союз как «чрезвычайно могущественные, угрожающие и заразительные диктатуры», которые «потрясли мир своим антагонизмом». Не называя их тоталитарными, они выделяют их общие черты, включая геноцид, всемогущую партию, харизматичного лидера и повсеместное вторжение в частную жизнь. Они утверждают, что сталинизм и нацизм не представляли нового и уникального типа правления и могут быть помещены в более широкий контекст поворота к диктатуре в Европе в межвоенный период. Они кажутся необычными, потому что были «самыми известными, самыми упрямыми и самыми жестокими» из европейских диктатур XX века. Они сравнимы из-за их «шока и трепета» и абсолютной безжалостности, но под поверхностным сходством скрываются фундаментальные различия, и что «когда дело доходит до сравнения один на один, эти два общества и режима могли бы быть родом из разных миров».
По мнению Гейера и Фицпатрик, сходство между нацизмом и сталинизмом заключается в том, что они были «движимы идеологией» и стремились подчинить все аспекты жизни своим идеологиям. Различия проистекают из того, что их идеологии были противоположны друг другу и рассматривали друг друга как врагов. Ещё одно важное отличие состоит в том, что Сталин создал стабильный и долговечный режим, в то время как нацистская Германия имела «кратковременный взрывной характер». Стабильное государство, созданное сталинизмом, было основано на совершенно новой элите, в то время как нацизм, несмотря на поддержку традиционной элиты, не смог добиться стабильности. Согласно Гейеру и Фицпатрик, оба режима заимствовали идеи друг у друга, особенно в отношении методов пропаганды, прежде всего в архитектуре и кино, а также в отношении государственной слежки и антисемитизма. В то же время оба режима решительно отрицали, что заимствовали что-либо друг у друга. Хотя их методы пропаганды были схожи, содержание было разным; Советская военная пропаганда вращалась вокруг идеи сопротивления имперской агрессии, в то время как нацистская пропаганда была посвящена войнам расового завоевания. Гейер и Фицпатрик заявляют, что, хотя и сталинизм, и нацизм стремились создать Нового Человека, «полностью современного, нелиберального и самовлюблённого персонажа», у них были разные взгляды на то, что значит быть Новым человеком.

### Биополитика, евгеника и социальная инженерия
Дэвид Л. Хоффманн и Аннет Тимм обсуждают биополитику и пронаталистскую политику нацистского и сталинского режимов, среди других авторов, участвующих в подготовке тома под редакцией Гейера и Фицпатрик. Оба правительства были крайне обеспокоены низким уровнем рождаемости среди своего населения и применяли обширные и интрузивные методы социальной инженерии для увеличения рождаемости. Репродуктивная политика в Советском Союзе и нацистской Германии проводилась через их системы здравоохранения. Оба режима рассматривали здравоохранение как ключевой элемент своих планов по развитию нового общества. В то время как Советскому Союзу пришлось создавать систему здравоохранения с нуля, нацистская Германия опиралась на уже существующую систему здравоохранения, существовавшую с 1883 года, когда по законодательству Отто фон Бисмарка была создана первая в мире национальная программа здравоохранения. Нацисты централизовали систему здравоохранения Германии, чтобы навязать ей нацистские идеологические компоненты. Они заменили существующие добровольные и государственные агентства социального обеспечения новыми, посвящёнными расовой гигиене и другим компонентам нацистской идеологии.
Попытка нацистов и сталинистов контролировать размер семьи не была уникальной. Многие другие европейские государства практиковали евгенику в то время (включая большинство союзников), а сталинские и нацистские идеалы сильно отличались. У них было больше общего с третьими сторонами, чем друг с другом, поскольку политика нацистской Германии была в чём-то похожа на политику в Скандинавии того времени. Напротив, политика Советского Союза напоминала политику в католических странах. Общей чертой между нацистской и сталинистской практиками была связь политики воспроизводства с идеологическими целями государства, описываемая как «часть проекта рационального гипермодернистского видения реорганизации общества». Тем не менее, между подходами двух режимов существовали существенные различия. Сталинский Советский Союз никогда официально не поддерживал евгенику, как это делали нацисты, и советское правительство называло евгенику «фашистской наукой», хотя были советские евгеники. У этих двух режимов также были разные подходы к отношениям между семьёй и оплачиваемым трудом, поскольку нацизм продвигал семью с одним кормильцем мужского пола, а сталинизм продвигал семью с двумя кормильцами.

### Массовое насилие, ксенофобия и преследование национальных меньшинств
В другой статье к тому же сборнику Кристиан Герлах и Николас Верт обсуждают тему массового насилия и то, как сталинизм и нацизм использовали его. И сталинский Советский Союз, и нацистская Германия были жестокими обществами, в которых государство допускало массовое насилие, такое как Большой террор 1937—1938 годов в Советском Союзе и Холокост в нацистской Германии и её оккупированных территориях во время Второй мировой войны.
Сталинский Советский Союз и нацистская Германия использовали лагеря для интернированных под руководством государственных органов: НКВД в Советском Союзе и СС в нацистской Германии. Они также применяли насилие против меньшинств на почве ксенофобии, причём ксенофобское насилие нацистов было откровенным, но рационализировалось как насилие против «асоциальных» элементов. В отличие от этого, ксенофобское насилие сталинистов было замаскировано под борьбу с «антисоветскими», «контрреволюционными» и «социально вредными» элементами, под которыми часто подразумевались национальные диаспоры. В сталинском Советском Союзе были созданы «особые поселения», куда высылались «социально вредные» или «социально опасные», в том числе бывшие заключённые, преступники, бродяги, бесправные и «деклассированные элементы». Эти «спецпоселения» находились в основном в Сибири, на крайнем севере, на Урале и других негостеприимных территориях. В июле 1933 года Советский Союз произвёл массовые аресты 5000 цыган, фактически по признаку их этнической принадлежности, которые были депортированы в том же месяце в «специальные поселения» в Западной Сибири. В 1935 году Советский Союз арестовал 160 тысяч бездомных и несовершеннолетних правонарушителей и отправил многих из них в исправительно-трудовые колонии НКВД, где они выполняли принудительные работы.
Нацистский режим был основан на расистском взгляде на политику и предусматривал депортацию или истребление большинства населения Восточной Европы, чтобы открыть «жизненное пространство» для этнических немецких поселенцев. В основном это предполагалось осуществить после победы Германии, но шаги начали предприниматься уже во время войны. Например, к концу 1942 года нацисты депортировали 365 000 поляков и евреев из их родных мест в западной Польше (теперь присоединённой к Германии) в Генерал-губернаторство. Ещё 194 000 поляков были внутренне перемещены (не депортированы на другую территорию, но изгнаны из своих домов). Нацисты также депортировали 100 000 человек из Эльзаса, Лотарингии и Люксембурга, а также 54 000 словенцев.
Сталинизм на практике в Советском Союзе преследовал этнические депортации с 1930-х до начала 1950-х годов, в результате чего 3 миллиона советских граждан подверглись переселению по этническому признаку. Первая крупная этническая депортация произошла с декабря 1932 по январь 1933 года. Около 60 000 кубанским казакам были коллективно предъявлены уголовные обвинения в причастности к сопротивлению социализму и к украинскому национализму. С 1935 по 1936 год Советский Союз депортировал советских граждан польского и немецкого происхождения, проживающих в западных районах Украины, и советских граждан финского происхождения, проживающих на границе Финляндии и Советского Союза. Эти депортации с 1935 по 1936 год затронули десятки тысяч семей. С сентября по октябрь 1937 года советские власти депортировали корейское меньшинство из дальневосточного региона, граничащего с контролируемой Японией Кореей. Советские власти утверждали, что эта территория была «богатой почвой для обработки японцами», что подразумевало подозрение Советского Союза в том, что корейцы могут объединить свои силы с японцами для объединения этой земли с контролируемой японцами Кореей. Более 170 000 корейцев были депортированы в отдалённые районы советской Центральной Азии с сентября по октябрь 1937 года. Эти депортации по этническому признаку отражали новую тенденцию в сталинской политике — «советскую ксенофобию», основанную на идеологических основаниях, которые предполагали, что эти люди подвержены иностранному влиянию, и которая также основывалась на возрождающемся русском национализме.
После того как нацистская Германия напала на Советский Союз в 1941 году, Советский Союз начал очередной крупный раунд этнических депортаций. Первой группой, ставшей объектом депортации, были советские немцы. В период с сентября 1941 года по февраль 1942 года 900 000 человек, более 70 % всей советской немецкой общины, были массово депортированы в Казахстан и Сибирь. Вторая волна массовых депортаций произошла в период с ноября 1943 года по май 1944 года, когда советские власти изгнали шесть этнических групп, таких как балкарцы, чеченцы, крымские татары, ингуши, карачаевцы и калмыки, которых вместе насчитывалось 900 000 человек. Во время и после Второй мировой войны проводились и менее масштабные операции по этнической чистке меньшинств диаспоры, в ходе которых десятки тысяч крымских болгар, греков, иранцев, хемшилов, курдов и турок-месхетинцев были депортированы из причерноморских и закавказских пограничных регионов.
Сталинским Советским Союзом специально подвергались преследованиям две этнические группы: чеченцы и ингуши. В отличие от других национальностей, подозреваемых в связях с иностранными государствами, которые разделяли их этническое происхождение, чеченцы и ингуши были полностью коренными народами Советского Союза. Вместо того чтобы обвинять в сотрудничестве с иностранными врагами, эти две этнические группы считались имеющими культуру, которая не вписывалась в советскую культуру, например, чеченцев обвиняли в «бандитизме», и власти утверждали, что Советский Союз должен был вмешаться, чтобы «переделать» и «реформировать» эти культуры. На практике это означало хорошо вооружённые карательные операции против чеченских «бандитов», которые не привели к насильственной ассимиляции, кульминацией которых стала операция по этнической чистке в 1944 году, в ходе которой было арестовано и депортировано более 500 000 чеченцев и ингушей с Кавказа в Центральную Азию и Казахстан. Депортация чеченцев и ингушей также включала в себя открытое массовое убийство тысяч людей и тяжёлые условия содержания депортируемых; их помещали в негерметичные вагоны поездов, практически без еды на протяжении четырёхнедельного путешествия, во время которого многие умирали от голода и истощения. Основное различие между нацистскими и сталинскими депортациями заключалось в их целях. Если нацистская Германия стремилась к этническим чисткам, чтобы дать возможность немцам поселиться на очищенной территории, то сталинский Советский Союз проводил этнические чистки, чтобы удалить меньшинства из стратегически важных районов.
Тоталитарная перспектива уравнивания нацистской Германии и Советского Союза при Сталине немыслима и является непониманием двух различных сущностей этих режимов, поэтому они и были врагами. Главной целью Сталина было создание социалистического государства под знаменем социализма в отдельно взятой стране, которая была бы автаркичной, индустриализованной и многонациональной. Геноцид не входил в планы Сталина, скорее, в планы Сталина входили национализм и национальное строительство, и он не был присущ построению некапиталистического, неэкспансионистского государства.

## Другие учёные
В 1952 году британский историк Алан Буллок написал первую исчерпывающую биографию Гитлера, которая на протяжении многих лет доминировала в научных исследованиях Гитлера. Его книга «Гитлер: A Study in Tyranny» показал его как оппортунистического Machtpolitiker («политика власти»), лишённого принципов, убеждений или угрызений совести, чьи действия на протяжении всей его карьеры были мотивированы только жаждой власти. Взгляды Буллока привели в 1950-х годах к дебатам с Хью Тревор-Ропером, который утверждал, что Гитлер имел убеждения, хотя и отвратительные, и что его действия были мотивированы ими. В 1991 году Буллок опубликовал книгу «Гитлер и Сталин: Параллельные жизни», в которой он показал, как карьеры Гитлера и Сталина, чья «личная злоба отличала его от Гитлера, который был поразительно терпим к неадекватным коллегам», в определённой степени подпитывали друг друга. Несмотря на то, что друзья боялись, что книга провалится, а другие сомневались, что эти две жизни параллельны в каком-либо значимом смысле, книга имела успех, и Буллок пришёл к тезису, что способность Сталина консолидировать власть в своей стране и не перенапрягаться позволила ему сохранить власть дольше, чем Гитлеру, с которым Буллок предпочёл провести выходные в рамках легкомысленного вопроса, потому что «хотя это было бы крайне скучно, у вас была бы большая уверенность в том, что вы вернётесь живым». Американский историк Рональд Спектор высоко оценил способность Буллока писать о развитии нацизма и сталинизма без абстрактных обобщений или несущественных деталей. Израильский академик Амикам Нахмани писал, что у Буллока Гитлер и Сталин «предстают как два кровожадных, патологически злых, сангвинических тирана, уверенных в наличии детерминизма, а потому непоколебимо верящих в то, что Судьба возложила на них исторические миссии: на одного — провести социальную индустриальную революцию в Советском Союзе, на другого — превратить Германию в глобальную империю».
В своей работе о фашизме американский историк Стэнли Г. Пейн отметил, что хотя нацистская партия идеологически выступала против коммунизма, Гитлер и другие нацистские лидеры часто выражали признание того, что только в Советском Союзе можно найти их революционные и идеологические двойники. Обе партии уделяли большое внимание созданию «партийной армии», в которой регулярные вооружённые силы контролировались партией. В случае Советского Союза это делалось через политических комиссаров, в то время как нацистская Германия ввела примерно эквивалентную руководящую роль для «офицеров национал-социалистической ориентации» в 1943 году. В своей работе о сталинизме французский историк Франсуа Фюре отметил, что Гитлер лично восхищался Сталиным и неоднократно публично хвалил Сталина за стремление очистить советскую коммунистическую партию от еврейского влияния, особенно путём чистки еврейских коммунистов, таких как Лев Троцкий, Григорий Зиновьев, Лев Каменев и Карл Радек. Американский академик Ричард Пайпс обратил внимание на Сталина и антисемитизм в параллели с нацистским антисемитизмом. Он утверждает, что вскоре после Октябрьской революции 1917 года Советский Союз предпринял меры по уничтожению еврейской культуры, религии и языка. Осенью 1918 года советская коммунистическая партия создала еврейскую секцию «Евсекция» с заявленной миссией «уничтожения традиционной еврейской жизни, сионистского движения и еврейской культуры». К 1919 году большевики конфисковали еврейскую собственность, еврейские школы, библиотеки, книги и синагоги в соответствии с недавно принятыми антирелигиозными законами, превратив их здания в «коммунистические центры, клубы или рестораны». После прихода к власти Сталина антисемитизм продолжал быть эндемичным по всей России, хотя официальная советская политика осуждала его.
Политолог Майкл Паренти заявил, что многие нарративы, уравнивающие нацизм, или фашизм в целом, и сталинизм, или коммунизм в целом, часто упрощены и обычно опускают классовые интересы каждого соответствующего движения. Паренти говорит, что фашисты в Германии и Италии, несмотря на «некоторые скудные социальные программы» и проекты общественных работ, разработанные для усиления националистических настроений, поддерживали и обслуживали интересы крупного бизнеса и капиталистического класса за счёт рабочих, объявляя забастовки и профсоюзы вне закона, приватизируя государственные фабрики, заводы и банки вместе с фермерскими кооперативами, отменяя правила безопасности труда, законы о минимальной заработной плате и оплате сверхурочных, а также субсидируя тяжёлую промышленность. Это привело к тому, что у фашистов появилось много поклонников и сторонников среди капиталистического класса в своих странах и на Западе, включая США. В отличие от них, Паренти утверждает, что в марксистско-ленинских государствах были недостатки, некоторые из которых он объясняет низким уровнем развития из-за внешнего давления со стороны враждебного капиталистического мира, и признаёт многочисленные санкционированные государством тюремные заключения и убийства, которые, по его словам, были преувеличены по политическим причинам, Паренти утверждает, что сталинский режим, в частности, «добился драматических успехов в области грамотности, заработной платы в промышленности, здравоохранения и прав женщин», а коммунистические революции в целом «создали для массы людей жизнь, которая была намного лучше того жалкого существования, которое они влачили при феодалах, военных начальниках, иностранных колонизаторах и западных капиталистах».
Жак Семелин пишет, что Стефан Куртуа и Жан-Луи Марголин «рассматривают классовый геноцид как эквивалент расового геноцида». Наряду с Майклом Манном, они внесли свой вклад в «дебаты о сравнении нацизма и коммунизма», причём Семелин описывает эту теорию как теорию, также разработанную в «Чёрной книге коммунизма». По словам историка Анджея Пачковского, только Куртуа провёл сравнение между коммунизмом и нацизмом. Остальные разделы книги «по сути, являются узконаправленными монографиями, которые не претендуют на всеобъемлющие объяснения». Пачковски задаётся вопросом, можно ли применять «одинаковые стандарты суждения, с одной стороны, к идеологии, которая была разрушительной в своей основе, открыто планировала геноцид и имела программу агрессии против всех соседних (и не только соседних) государств, и, с другой стороны, к идеологии, которая казалась явно противоположной, которая основывалась на светском стремлении человечества к достижению равенства и социальной справедливости, и которая обещала большой скачок вперёд к свободе», и заявил, что хотя вопрос хороший, он вряд ли новый и неуместный, потому что «Чёрная книга коммунизма» не «о коммунизме как идеологии или даже о коммунизме как явлении государственного строительства».
Сравнивая количество смертей, вызванных политикой Сталина и Гитлера, историки утверждают, что архивные данные, опубликованные после распада Советского Союза, подтверждают, что Сталин убил не больше людей, чем Гитлер. В 2011 году американский историк Тимоти Снайдер заявил, что нацистский режим убил около 11 миллионов некомбатантов (эта цифра увеличивается до более чем 12 миллионов, если включить «предсказуемые смерти от депортации, голода и заключения в концентрационных лагерях»), а сопоставимые цифры для сталинского режима составляют примерно 6 и 9 миллионов человек. Австралийский историк и исследователь архивов Стивен Уиткрофт утверждает, что «сталинский режим был, следовательно, ответственен примерно за миллион целенаправленных убийств, а благодаря своей преступной халатности и безответственности он, вероятно, был ответственен за преждевременную смерть ещё примерно двух миллионов жертв среди репрессированного населения, то есть в лагерях, колониях, тюрьмах, ссылках, в пути и в лагерях военнопленных для немцев. Это явно гораздо меньшие цифры, чем те, за которые был ответственен гитлеровский режим». По мнению Уиткрофта, в отличие от Гитлера, «целенаправленные убийства» Сталина больше подходят под категорию «казни», чем «убийства», поскольку он считал обвиняемых действительно виновными в преступлениях против государства и настаивал на документальном подтверждении. В отличие от него, Гитлер хотел убивать евреев и коммунистов за то, кем они были, не требовал никаких документов и был равнодушен даже к притворной законности этих действий.
По словам историка Томаса Кюне, восходящим к Historikerstreit, консервативным интеллектуалам, таким как Эрнст Нольте, и дебатам об уникальности Холокоста, попытки связать советские и нацистские преступления, приводя в качестве ярких примеров такие книги, как «Кровавые земли» Снайдера, сегодня «столь же политически щекотливы, как и тогда». Поскольку она, как кажется, снижает ответственность нацистов и их коллаборационистов, сторонников и клакёров, она приветствуется в правых кругах разного толка: немецкие консерваторы 1980-х годов, которые хотели «нормализовать» немецкое прошлое, и восточноевропейские и ультранационалисты сегодня, которые преуменьшают преступления нацистов и преувеличивают преступления коммунистов, чтобы продвигать общую европейскую память, которая объединяет нацизм и сталинизм в теорию «двойного геноцида», которая ставит страдания восточноевропейцев на первое место по сравнению с еврейскими страданиями, запутывает различия между преступниками и жертвами и даёт облегчение от горького наследия сотрудничества восточноевропейцев в нацистском геноциде.
Кристен Годси, этнограф Восточной Европы после холодной войны, утверждает, что усилия по институционализации «тезиса о двойном геноциде», или моральной эквивалентности между нацистским Холокостом (расовое убийство) и жертвами коммунизма (классовое убийство), и, в частности, недавний толчок в начале мирового финансового кризиса к проведению в Европе мероприятий в память о последних, можно рассматривать как реакцию экономических и политических элит на опасения левого возрождения перед лицом разрушенной экономики и крайнего неравенства как на Востоке, так и на Западе в результате неолиберального капитализма. Она утверждает, что любое обсуждение достижений при коммунизме, включая грамотность, образование, права женщин и социальное обеспечение, обычно замалчивается. Любые рассуждения на тему коммунизма сосредоточены почти исключительно на преступлениях Сталина и «тезисе о двойном геноциде» — интеллектуальной парадигме, суть которой сводится к следующему: «1) любое движение в сторону перераспределения и отхода от полностью свободного рынка рассматривается как коммунистическое; 2) все коммунистическое неизбежно ведёт к классовому убийству; и 3) классовое убийство является моральным эквивалентом Холокоста». Связывая все левые и социалистические идеалы с эксцессами сталинизма, Годси говорит, что элиты Запада надеются дискредитировать и маргинализировать все политические идеологии, которые могут «угрожать примату частной собственности и свободных рынков».
Политолог Лор Ноймайер утверждает, что «Чёрная книга коммунизма» внесла большой вклад в легитимацию «эквивалентности нацистских и коммунистических преступлений», «сделав преступность самой сутью коммунизма». Ноймайер пишет, что книга «занимает видное место в „пространствах антикоммунистического дела“, сравнительно структурированных в бывших странах-сателлитах», которые являются «основным источником дискурса», криминализирующего коммунистический период.
Некоторые исследовательские институты фокусируются на анализе фашизма/нацизма и сталинизма/коммунистических государств, а также на сравнительном подходе, включая Институт изучения тоталитаризма Ханны Арендт в Германии, Институт изучения тоталитарных режимов в Чешской Республике и Институт национальной памяти в Польше. Тем не менее, сравнение нацизма и сталинизма остаётся игнорируемой областью академического изучения.

## В политическом дискурсе
В 1920-х годах теория социал-фашизма, выдвинутая советским правительством и Коминтерном, включая Коммунистическую партию Германии (КПГ) в третий период, обвиняла социал-демократию в создании условий для фашизма и доходила до того, что называла социал-демократов «социал-фашистами». Социал-демократическая партия Германии под руководством канцлера Германа Мюллера придерживалась мнения, что коммунисты и нацисты представляют одинаковую опасность для либеральной демократии. В 1930 году Курт Шумахер заявил, что эти два движения поддерживают друг друга. Он утверждал, что КПГ, которая была твёрдо сталинистской, была «перекрашенными нацистами». После того, как в сентябре 1939 года было объявлено о пакте Молотова — Риббентропа, The New York Times опубликовала редакционную статью, в которой утверждалось, что «гитлеризм — это коричневый коммунизм, а сталинизм — это красный фашизм». Марксистские теории фашизма рассматривают фашизм как форму реакции на социализм и характерную черту капитализма. Некоторые современные историки пытались уделять больше внимания экономическим, политическим и идеологическим различиям между этими двумя режимами, чем их сходствам.
Документальный фильм 2008 года «Советская история», снятый по заказу группы «Союз наций за Европу» в Европейском парламенте латвийским режиссёром Эдвином Шноре, сравнил злодеяния двух режимов в реминисценции Historikerstreit 1980-х годов. В документальном фильме Шноре заявил, что «преступления первых не только вдохновляли преступления вторых, но и помогали друг другу, и что без их взаимной помощи исход Второй мировой войны мог бы быть совсем другим». Хотя в Латвии термин геноцид широко используется для обозначения насильственного перемещения населения в Советском Союзе, эта классификация как геноцид всё ещё обсуждается в научной литературе. Эта теория популярна в странах Восточной Европы и Балтии, и их подходы к истории были включены в повестку дня Европейского союза, среди них Пражская декларация и Европейский день памяти жертв сталинизма и нацизма, провозглашённый Европейским парламентом в августе 2008 года и одобренный Организацией по безопасности и сотрудничеству в Европе (ОБСЕ) в июле 2009 года; в некоторых странах, включая Канаду, он официально известен как День чёрной ленты. Многие западноевропейские учёные широко отвергают сравнение двух тоталитарных режимов и приравнивание их преступлений. По мнению Мартиньша Капрана, эксперта в области коммуникативистики и научного сотрудника Института философии и социологии Латвийского университета, «учёные утверждают, что „Советская история“ — это эффективный ответ Латвии на российскую пропаганду, но она также является примером более широких проблем посткоммунистической политики памяти». В своей статье об исследованиях памяти Капранс пишет, что «идея о том, как работа памяти, вызванная документальным фильмом, началась в социальных сетях» и на «сайте обмена видеоматериалами YouTube и в интернет-энциклопедии Википедия, которые являются важнейшими местами формирования смысла в отношении истории».
Пражская декларация 2008 года о европейской совести и коммунизме, инициированная чешским правительством и подписанная такими деятелями, как Вацлав Гавел, призвала к «общему подходу к преступлениям тоталитарных режимов, в том числе коммунистических». Он также призвал к «общеевропейскому пониманию того, что и нацистский, и коммунистический тоталитарные режимы следует оценивать по их ужасным заслугам, как разрушительные в своей политике систематического применения крайних форм террора, подавления всех гражданских и человеческих свобод, развязывания агрессивных войн и, как неотъемлемую часть своих идеологий, истребления и депортации целых народов и групп населения; и что как таковые они должны рассматриваться как главные бедствия, омрачившие XX век». В 2009 году Ханс-Герт Поттеринг, бывший президент Европейского парламента и член Христианско-демократического союза, заявил, что «обе тоталитарные системы (сталинизм и нацизм) сопоставимы и ужасны». Коммунистическая партия Греции выступила против Пражской декларации и раскритиковала «новую эскалацию антикоммунистической истерии во главе с Советом ЕС, Европейской комиссией и политическим штабом буржуазного класса в Европейском парламенте». Коммунистическая партия Великобритании считает, что Пражская декларация «является повторением настойчивых попыток реакционных историков уравнять советский коммунизм и гитлеровский фашизм, повторяя старые клеветнические измышления британских авторов Джорджа Оруэлла и Роберта Конквеста».
В некоторых странах Восточной Европы отрицание как коммунистических, так и нацистских преступлений было прямо объявлено вне закона, например, в польской правовой системе и Уголовном кодексе Польши, а министр иностранных дел Чехии Карел Шварценберг заявил, что «здесь существует фундаментальная озабоченность тем, чтобы тоталитарные системы измерялись одним и тем же стандартом». В 2010 году Европейская комиссия отклонила призывы к принятию аналогичного законодательства в масштабах всего ЕС из-за отсутствия консенсуса между странами-членами. В заявлении, принятом законодательным органом России, говорится, что сравнение нацизма и сталинизма является «кощунственным по отношению ко всем ветеранам антифашистского движения, жертвам Холокоста, узникам концлагерей и десяткам миллионов людей… которые отдали свои жизни ради борьбы с античеловеческой расовой теорией нацистов». Ранее в 2009 году Россия осудила ОБСЕ за приравнивание СССР к нацистскому режиму. Константин Косачёв, возглавляющий комитет по международным делам Государственной Думы РФ, сказал «Интерфаксу»: «Это не что иное, как попытка переписать историю Второй мировой войны. Реакция парламента на этот документ будет незамедлительной и жёсткой». Как сообщает Deutsche Welle, «делегация Москвы бойкотировала голосование в последний день недельной сессии парламентской ассамблеи ОБСЕ после того, как ей не удалось добиться отзыва резолюции». Ранее, в мае 2009 года, президент России Дмитрий Медведев организовал создание специальной комиссии (распущенной в 2012 году) для защиты России от того, что он назвал «историческими фальсификациями», и в поддержку доблестной роли СССР во Второй мировой войне в разгроме нацистской Германии, которая привела к наибольшему числу жертв Второй мировой войны среди воевавших держав. Британский журналист и помощник лейбористской партии Шеймас Милн заявил, что влияние нарратива о том, что Сталин и Гитлер были близнецами зла, и поэтому коммунизм так же чудовищен, как и нацизм, после холодной войны «заключалось в релятивизации уникальных преступлений нацизма, захоронении преступлений колониализма и подпитке идеи о том, что любая попытка радикальных социальных изменений всегда приведёт к страданиям, убийствам и неудаче».

### Запрет приравнивания сталинизма и нацизма в России
В 2022 году в России была принята поправка к закону "Об увековечении победы советского народа в Великой Отечественной войне 1941-1945 годов", запрещающая «публично отождествлять цели, решения и действия руководства СССР, командования и военнослужащих Советского Союза с целями, решениями и действиями представителей Третьего рейха». Эти ограничения распространяются на публичные выступления и тексты, размещаемые в СМИ и интернете. В качестве наказания был введён штраф от 1000 до 2000 рублей или арест до 15 суток.